# Carsten Peter Thiede
Carsten Peter Thiede (8. srpna 1952 Západní Berlín – 14. prosince 2004 Paderborn, Německo) byl předním novozákonním badatelem, široce uznávaným průkopníkem ve svém oboru a členem řádu johanitů. Thiede často podporoval teorie, které byly založeny na důkladné vědecké analýze, avšak provokovaly tradiční pravověrné akademiky a odborníky na teologii.

## Životopis
Thiede se narodil v Západním Berlíně, kde také studoval literární komparatistiku, než se roku 1976 dostal na Queen's College na Oxfordské univerzitě. Roku 1978 se v Ženevě stal docentem literární komparatistiky. Vzhledem ke své průpravě lingvisty a odborné znalosti středověké latiny se zaměřil především na rané křesťanství – zkoumání kořenů křesťanství zformovalo celé jeho životní dílo.

## Kariéra

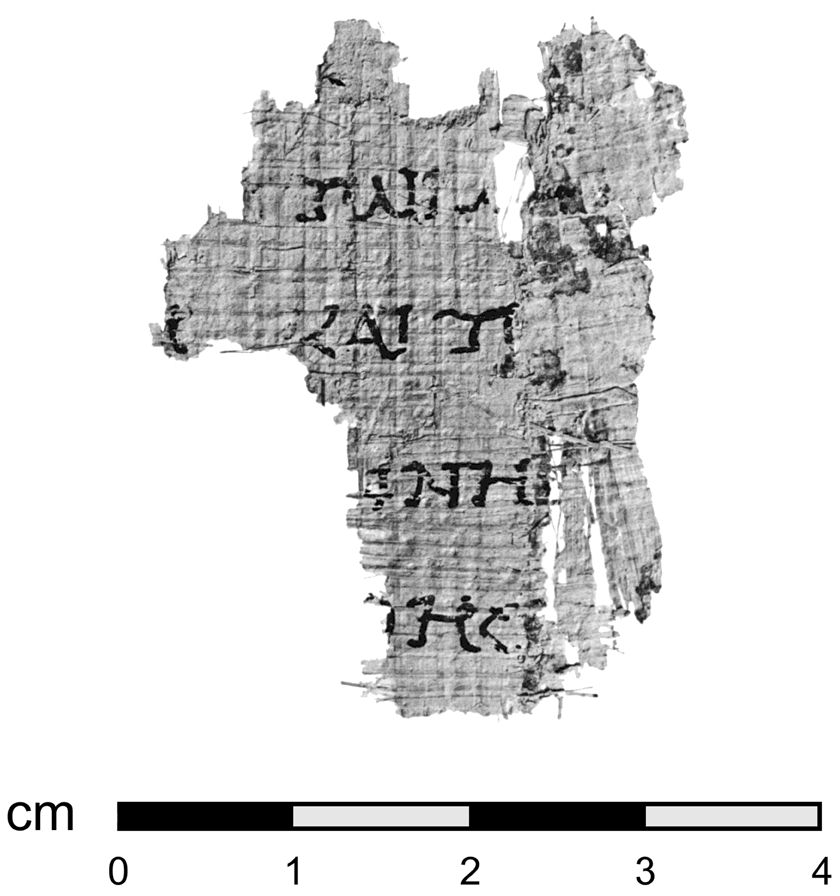
Zlomek 7Q5

Thiede je znám zejména díky své textové kritice svitků od Mrtvého moře, zvláště díky identifikaci zlomku 7Q5 jako fragmentu Markova evangelia. Podporoval tvrzení Joseho O'Callaghana, že část kumránských svitků ze sedmé jeskyně jsou zlomky knih Nového zákona, které byly napsány ještě před zničením kumránského sídliště (68 n. l.). Mnoho teologů s těmito názory nesouhlasilo, stejně velká skupina teologů však ano, takže se toto téma stalo velmi diskutovaným. Odpůrci tohoto tvrzení však nedokázali Thiedeho přesvědčivé důkazy vyvrátit.[zdroj⁠?!]
Posledních sedm let svého života Thiede pracoval pro Izraelský památkový úřad, kde zkoumal a konzervoval svitky od Mrtvého moře.

## Dílo

### Český překlad
- Ježíšův očitý svědek. 1. vyd. Olomouc: Matice cyrilometodějská, 2004. ISBN 80-7266-177-9.
- Svitky od Mrtvého moře a židovský původ křesťanství. 1. vyd. Praha: Volvo Globator, 2004. ISBN 80-7207-549-7.

### Anglicky
- The Heritage of the First Christians (1994) ISBN 0-7459-2544-8
- The Jesus Papyrus (1994) ISBN 0-385-48898-X (Co-author Matthew D'Ancona)
- Rekindling the Word: In Search of Gospel Truth (1996) ISBN 1-56338-136-2
- Jesus: Life or Legend (2001) ISBN 0-7459-3895-7
- The Dead Sea Scrolls (2001) ISBN 0-7459-5050-7
- The Quest for the True Cross (2002) ISBN 0-312-29424-7
- The Cosmopolitan World of Jesus: New Light from Archaeology (2004) ISBN 0-281-05508-4
- Emmaus Mystery: Discovering Evidence of the Risen Christ (2005) ISBN 0-8264-6797-0
- Jesus: Man or Myth? (2006) ISBN 0-7459-5147-3